# Audrey Tcheuméo
Audrey Tcheuméo (Bondy, 20 april 1990) is een judoka uit Frankrijk, die haar vaderland tweemaal op rij vertegenwoordigde bij de Olympische Spelen: in 2012 (Londen) en 2016 (Rio de Janeiro). Bij het laatste toernooi won zij een zilveren medaille in de gewichtsklasse tot 78 kilogram, nadat ze vier jaar eerder beslag had weten te leggen op het brons.

## Erelijst

### Olympische Spelen
- 2012 – Londen, Groot-Brittannië (– 78 kg)
- 2016 – Rio de Janeiro, Brazilië (– 78 kg)

### Wereldkampioenschappen
- 2011 – Parijs, Frankrijk (– 78 kg)
- 2013 – Rio de Janeiro, Brazilië (– 78 kg)
- 2014 – Tsjeljabinsk, Rusland (– 78 kg)

### Europese kampioenschappen
- 2011 – Istanboel, Turkije (– 78 kg)
- 2012 – Tsjeljabinsk, Rusland (– 78 kg)
- 2014 – Montpellier, Frankrijk (– 78 kg)
- 2016 – Kazan, Rusland (– 78 kg)
- 2017 – Warschau, Polen (– 78 kg)
- 2018 – Tel Aviv, Israël (– 78 kg)
- 2024 – Zagreb, Kroatië (– 78 kg)